# Артур Белл Ніколлс
Артур Белл Ніколлс (англ. Arthur Bell Nicholls;  6 січня 1819, Ірландія — 3 грудня 1906) — священник, чоловік англійської письменниці Шарлотти Бронте.

## Біографія
Артур Белл Ніколлс — виходець із провінції Північної Ірландії, земляк містера Патріка Бронте, отця Шарлотти. Обидва були з родини дрібних фермерів із десятьма дітьми, і обидва служили місцевим священнослужителям, перш ніж вступити до університету. В 1826 дядько Артура, преподобний Аллан Белл, влаштував племінника в Королівську школу вчителем. Через 10 років Артур вирушив вступати до Трініті-коледжу (Дублін), який існує до цього дня в Ірландії. У 1844 році він успішно закінчив його. Першим його місцем духовного служіння виявилося село Хоерт, і він приступив до своїх обов'язків у травні 1845 року. Там він зустрів Шарлотту Бронте і зробив пропозицію. У червні 1854 вони одружилися, але незабаром після весілля Шарлотта померла від ускладнень, пов'язаних з першою вагітністю в березні 1855.
Артур Белл Ніколлс залишився доглядати хворого містера Бронте аж до його смерті в 1861 році. Він повернувся на батьківщину та зайнявся сільським господарством. Артур більше ніколи не служив священником. У 1864 році він одружився зі своєю кузиною Мері Енн, дочкою свого дядька, Аллана Белла. Артур як останній, що залишився з родини Бронте, провів 40 років, ховаючись від нескінченних настирливих «біографів».
Він помер в Ірландії у 1906 році у віці 87 років, переживши свою дружину Шарлотту Бронте на 51 рік.